# Преступный закон
«Преступный закон» (англ. Criminal Law) — художественный фильм режиссёра Мартина Кэмпбелла в жанре триллера.

## Сюжет
Молодому адвокату Бену Чейзу, играя на эмоциях, удаётся убедить присяжных в невиновности своего подзащитного, обвиняемого в убийстве молодой женщины. Преступник выходит на свободу. Чейз не задумывается о моральности своего поступка, однако, когда убийства начинают повторяться, адвокат сам берётся доказать вину бывшего клиента.

## В ролях
- Гэри Олдмен — Бен Чейз
- Кевин Бейкон — Мартин Тиль
- Тесс Харпер — детектив Стиллвелл
- Карен Янг — Эллен Фолкнер
- Джо Дон Бейкер — детектив Месель
- Шон Макканн — Джейкоб Фишер
- Рон Ли — Гэри Халл
- Майкл Синельников — профессор Клемтес
- Элизабет Шепард — доктор Тиль